# Paar (flod)
Paar er en flod i Bayern i Tyskland, og en af Donaus bifloder fra højre, og er dermed et tilløb til Sortehavet. Den er  134 km lang og i flere kilometer løber den parallelt med floden Lech, kun et par kilometer fra denne. Nær Augsburg løber Paar ud af Lechdalen og drejer mod nordøst mod Ingolstadt. Den munder ud i Donau nær Vohburg.

## Byer langs floden
Byer langs Paar er Egling, Mering, Aichach, Schrobenhausen og Manching.
48°07′40″N 10°59′57″Ø / 48.1279°N 10.9992°Ø